# Cyrtochilum divaricatum
Cyrtochilum divaricatum là một loài thực vật có hoa trong họ Lan. Loài này được (Lindl.) Dalström mô tả khoa học đầu tiên năm 2001.